# Resident Evil (film)
Resident Evil är en brittisk-tysk-fransk långfilm från 2002 i regi av Paul W.S. Anderson som också skrev filmens manus. Bland skådespelarna märks Milla Jovovich, Colin Salmon, Michelle Rodriguez och Eric Mabius. Filmen är en filmatisering av TV-spelet Resident Evil.

## Handling
Raccoon City är i princip styrt av ett företag vid namn Umbrella Corp.
Umbrella har en forskningsbas, "The Hive", som är placerad under staden. På något underligt sätt så förlorar Umbrella kontakten med basen och skickar därför ner en specialstyrka för att undersöka saken. Dessa personer får man sedan följa i filmen.
Gruppen märker snart att något inte står rätt till: de får reda på att ett virus kallat "the T-Virus" har läckt ut och spridits i basen. Viruset, som sprids via kroppsvätskor (till exempel genom bett), gör människor till köttätande zombies.
Umbrella har även jobbat med ett motgift, i hopp om att skapa det fulländade biologiska stridmedlet.

## Rollista
| Milla Jovovich     | – Alice                       |
| Colin Salmon       | – James 'One' Shade           |
| Michelle Rodriguez | – Rain Ocampo                 |
| Eric Mabius        | – Matt Addison                |
| James Purefoy      | – Spence Parks                |
| Martin Crewes      | – Chad Kaplan                 |
| Ryan McCluskey     | – Mr. Grey                    |
| Oscar Pearce       | – Mr. Red                     |
| Indra Ové          | – Ms. Black                   |
| Anna Bolt          | – Dr. Green                   |
| Joseph May         | – Dr. Blue                    |
| Robert Tannion     | – Dr. Brown                   |
| Heike Makatsch     | – Dr. Lisa Addison            |
| Jaymes Butler      | – Clarence the Security Guard |
| Stephen Billington | – Mr. White                   |